# Madahoplia albosignata
Madahoplia albosignata är en skalbaggsart som beskrevs av Nonfried 1895. Madahoplia albosignata ingår i släktet Madahoplia och familjen Melolonthidae. Inga underarter finns listade i Catalogue of Life.